# 琪拉蒂·馬哈樂沙空
琪拉蒂·马哈乐沙空（英語：Keerati Mahapreukpong，羅馬化：Kirati Mahapruekpong，1987年8月12日—），亦被称为Gypsy，出生于泰国曼谷的女演员、模特儿兼网红。毕业于泰国朱拉隆功大学。

## 早年经历
Gypsy曾是一名歌手，由于长相与身材姣好，才踏入演艺圈不久后便很快成名，人气急升。

## 演员生涯
雖然琪拉蒂·马哈乐沙空在2008年就已踏入演艺圈，但是她在2010年代后才慢慢成名。她在成名作，如《爱越边界》及《吹落的树叶》都是饰演剧集里的反派。

## 个人生活

### 感情状态
前男友
- 泰国艺人杰迪帕·迪拉朋帕（Jes）

## 影视作品

### 電視劇
2020年
- 蓝色海洋之心 饰演Krystal

2019年
- 吹落的树叶 饰演玛瑙（Manao）

2018年
- 情歌爱系列之我们的承诺 饰演Muey
- 泰版我的鬼神君
- 罪行启示录 饰演Eve

2017年
- 不是男人是女人饰演Angie
- 不曾消失的誓言饰演女医生Nada

2016年
- 单身撩妹记
- 爱越边界饰演Nicha Kormetha
- 混沌的爱
- 为了你饰演Dao

2015年
- 新美人计饰演Pakkinee
- 星星的房子

2014年
- 情爱猜猜寻饰演King

2013年
- 风暴大师饰演Bimani
- 心的牵引

2012年
- 撒旦的天使饰演Karamae

### 電影
2018年
- Before And After

2013年
- 恋爱综合症

2012年
- 情人节甜心

2011年
- 新年甜心

2008年
- 苦乐人生

## 广告代言
注：以下列表整理自琪拉蒂·馬哈樂沙空的电视广告及官方社交账户。
| 代言品牌         | 性质 | 商品 （如有）                      | 备注                  | 长期代言 |
| ---------------- | ---- | ---------------------------------- | --------------------- | -------- |
| Garena Free Fire | 游戏 | Free Fire × La Casa de Papel联名款 | 与琪洽·安玛达雅固等人 |          |